# Miejski Dom Kultury „Koszutka” w Katowicach
Miejski Dom Kultury „Koszutka” – instytucja kulturalna, znajdująca się przy ulicy Grażyńskiego w katowickiej dzielnicy Koszutka. Powstał w 1970 roku jako Dzielnicowy Dom Kultury „Koszutka”.

## Zaplecze dydaktyczne
MDK „Koszutka” jest organizatorem licznych imprez kulturalnych, które skierowane są do dzieci, młodzieży oraz osób dorosłych. Oferuje salę widowiskową o powierzchni 200 m², salę baletową z lustrami o powierzchni 100 m² oraz sale lekcyjne. Prowadzone jest tam m.in.: koło teatralne, klub poetycki, zajęcia plastyczne, zespoły taneczne, spotkania autorskie, spektakle teatralne i koncerty w wykonaniu artystów z Opery Śląskiej w Bytomiu i pobliskich teatrów. Działa tam również Klub Podróżnika, Salon Artystyczny i Akademia Filmu. Co roku odbywają się tam imprezy okolicznościowe m.in.: Poetycka Noc Świętojańska, podczas której od 12 lat rozstrzygane są kolejne edycje Ogólnopolskiego Turnieju Jednego Wiersza, Spotkania Wigilijne oraz Dzień Dziecka.

## Filia
MDK „Koszutka” posiada filię „Dąb”, która znajduje się przy ulicy Krzyżowej w katowickiej dzielnicy Dąb. Budowa rozpoczęła się w październiku 2011, a zakończyła się w styczniu 2014 roku. Obiekt został oddany do użytku w październiku 2014 roku. Wcześniej znajdował się tam zrujnowany gmach kopalnianego domu kultury jednak przestał on działać wraz z nadejściem trudnych czasów dla kopalni Kleofas. Budynek ma charakter minimalistyczny, posiada duże przeszklenia, a na dachu znajduje się zielony taras. Budowla jest dwukondygnacyjna, w której mieści się Miejska Biblioteka Publiczna filia nr 17 oraz sala baletowa i widowiskowa. Prowadzone są tam zajęcia m.in. z: ruchu, tańca, muzyki, nauki i teatru.

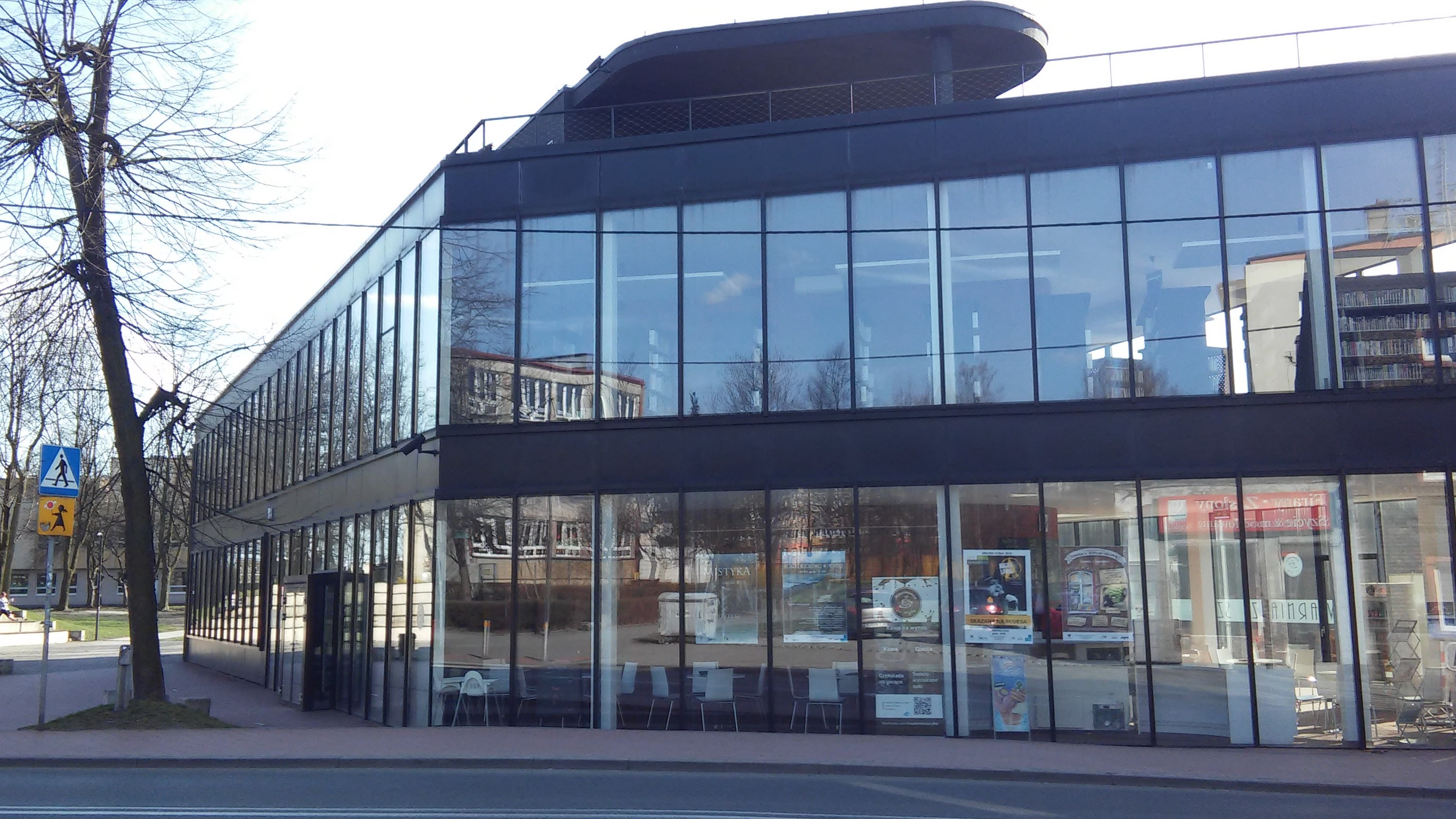
Miejski Dom Kultury „Koszutka” Filia „Dąb”